# Championnats de Tchéquie de VTT
Les championnats de République tchèque de vélo tout terrain sont des compétitions annuelles permettant de délivrer les titres de champions de République tchèque de VTT.

## Palmarès masculin

### Cross-country
| Année | Or               | Argent           | Bronze           |
| ----- | ---------------- | ---------------- | ---------------- |
| 2000  | Milan Spěšný     |                  |                  |
| 2005  | Pavel Boudný     | Milan Spěšný     | Tomáš Vokrouhlík |
| 2006  | Pavel Boudný     | Jaroslav Kulhavý | Filip Eberl      |
| 2007  | Jaroslav Kulhavý | Milan Spěšný     | Jan Skarnitzl    |
| 2008  | Jaroslav Kulhavý | Jiri Friedl      | Jan Skarnitzl    |
| 2009  | Pavel Boudný     | Jiri Novak       | Milan Spěšný     |
| 2010  | Jaroslav Kulhavý | Kristián Hynek   | Jan Skarnitzl    |
| 2011  | Jan Skarnitzl    | Milan Spěšný     | Filip Eberl      |
| 2012  | Pavel Boudný     | Milan Spěšný     | Filip Eberl      |
| 2013  | Ondrej Cink      | Jan Skarnitzl    | Matous Ulman     |
| 2014  | Jaroslav Kulhavý | Jan Skarnitzl    | Pavel Boudný     |
| 2015  | Ondrej Cink      | Jaroslav Kulhavý | Jan Skarnitzl    |
| 2016  | Jaroslav Kulhavý | Ondrej Cink      | Jan Skarnitzl    |
| 2017  | Jaroslav Kulhavý | Jan Skarnitzl    | Tomas Paprstka   |
| 2018  | Jaroslav Kulhavý | Ondrej Cink      | Jan Skarnitzl    |
| 2019  | Ondrej Cink      | Martin Stosek    | Jan Skarnitzl    |
| 2020  | Ondrej Cink      | Jan Skarnitzl    | Martin Stosek    |

### Marathon
| Année | Or               | Argent           | Bronze           |
| ----- | ---------------- | ---------------- | ---------------- |
| 2010  | Jaroslav Kulhavý | Tomáš Vokrouhlík | Václav Ježek     |
| 2011  | Pavel Boudný     | Michal Bubilek   | Marek Rauchfuss  |
| 2013  | Kristián Hynek   | Pavel Boudný     | Matous Ulman     |
| 2015  | Pavel Boudný     | Matous Ulman     | Jiri Hudecek     |
| 2016  | Pavel Boudný     | Kristián Hynek   | Jaroslav Kulhavý |
| 2017  | Pavel Boudný     | Matous Ulman     | Marek Rauchfuss  |
| 2018  | Kristián Hynek   | Filip Adel       | Marek Rauchfuss  |
| 2019  | Martin Stosek    | Kristián Hynek   | Matous Ulman     |

### Descente
| Année | Or               | Argent           | Bronze          |
| ----- | ---------------- | ---------------- | --------------- |
| 2009  | Michal Marosi    | Adam Vagner      | Filip Matus     |
| 2010  | Matej Charvat    | Adam Vagner      | Jiri Gergel     |
| 2011  | Petr Tresnak     | Adam Vagner      | Matej Charvat   |
| 2014  | Stanislav Sehnal | Ondřej Štěpánek  | Lukas Splichal  |
| 2016  | Petr Tresnak     | Stanislav Sehnal | Ondřej Štěpánek |
| 2020  | Petr Folvarcny   | Ondřej Štěpánek  | Tomas Cvinger   |
| 2021  | Stanislav Sehnal |                  |                 |

## Palmarès féminin

### Cross-country
| Année | Or              | Argent             | Bronze             |
| ----- | --------------- | ------------------ | ------------------ |
| 2001  | Katerina Nash   | Ilona Bublová      | Martina Nemcova    |
| 2005  | Martina Nemcova | Pavla Havlikova    | Barbora Bohata     |
| 2006  | Tereza Hurikova | Pavla Havlikova    | Tereza Jansova     |
| 2007  | Katerina Nash   | Tereza Hurikova    | Sarka Chmurova     |
| 2008  | Pavla Havlikova | Sarka Chmurova     | Ilona Bublová      |
| 2009  | Tereza Hurikova | Pavla Havlikova    | Pavlina Sulcova    |
| 2010  | Katerina Nash   | Pavla Havlikova    | Tereza Hurikova    |
| 2011  | Tereza Hurikova | Pavlina Sulcova    | Pavla Havlikova    |
| 2012  | Tereza Hurikova | Lucie Vesela       | Pavlina Sulcova    |
| 2013  | Tereza Hurikova | Pavla Havlikova    | Lucie Vesela       |
| 2014  | Pavla Havlikova | Lucie Vesela       | Karla Stepanova    |
| 2015  | Karla Stepanova | Tereza Hurikova    | Jitka Skarnitzlova |
| 2016  | Karla Stepanova | Jitka Skarnitzlova | Hana Jezkova       |
| 2017  | Katerina Nash   | Jitka Skarnitzlova | Karla Stepanova    |
| 2018  | Jitka Cabelicka | Karla Stepanova    | Hana Jezkova       |
| 2019  | Jitka Cabelicka | Karla Stepanova    | Pavla Havlikova    |
| 2020  | Jitka Cabelicka | Tereza Tvaruzkova  | Karla Stepanova    |

### Marathon
| Année | Or              | Argent                   | Bronze             |
| ----- | --------------- | ------------------------ | ------------------ |
| 2010  | Pavla Havlikova | Barbora Mandakova-Radova | Petra Tlamkova     |
| 2011  | Pavlina Sulcova | Karolina Kalasova        | Pavla Novakova     |
| 2013  | Anna Smidova    | Hana Kolarova            | Jana Simankova     |
| 2015  | Tereza Němcová  | Barbora Průdková         | Jitka Skarnitzlova |
| 2016  | Tereza Němcová  | Johana Kolasinova        | Vendula Kuntova    |
| 2017  | Jana Pichlikova | Johana Kolasinova        | Milena Cesnakova   |
| 2018  | Jana Pichlikova | Milena Cesnakova         | Nikola Bajgerova   |
| 2019  | Jitka Cabelicka | Jana Pichlikova          | Milena Cesnakova   |

### Descente
| Année | Or                    | Argent            | Bronze                |
| ----- | --------------------- | ----------------- | --------------------- |
| 2007  | Katarina Tothova (no) | Renata Valkova    | Bohdana Pulpanova     |
| 2008  | Katarina Tothova (no) | Lenka Strolena    | Jana Trojanova        |
| 2009  | Helena Kurandova      | Tereza Votavova   | Katarina Tothova (no) |
| 2010  | Jana Trojanova        | Helena Kurandova  | Tereza Votavova       |
| 2011  | Helena Kurandova      | Jana Bartova      | Gabriela Williams     |
| 2014  | Jana Bartova          | Simona Jirkova    | Lucie Zaklasnikova    |
| 2016  | Jana Bartova          | Lucie Velechovska | Sarka Dusakova        |
| 2020  | Dominika Durcakova    | Sabina Kosarkova  | Eliska Bartunkova     |
| 2021  | Barbora Průdková      |                   |                       |